# Абигејл Торн
Абигејл Торн (енгл. Abigail Thorn; Њукасл, 24. април 1993), британска је глумица и јутјуберка. Ширу популарност је стекла захваљујући каналу на Јутјуб платформи под називом Philosophy Tube. У оквиру овог канала Абигејл Торн представља идеје еминентних филозофа и мислилаца, износи критике на рачун различитих интелектуалних становишта и нуди објашњења различитих концепата и појмова из филозофије, али и оних који се односе на политичке, родне, и социјалне теме. На свом каналу често објављује садржаје у којима коментарише одређене политичке и социјалне теме и критикује одређене феномене из левичарске перспективе.

## Лични живот
Абигејл Торн је рођена је као Оливер Торн у Њукаслу на Тајну (Енглеска, Велика Британија). Торнова је треће дете у породици, има два старија брата. Похађала је Royal Grammar School а у периоду средње школе се придружила и групи војних кадета у којој је била 5 година. Након тога Торнова уписује студије филозофије и теологије на Универзитету у Сент Ендрувсу. у Шкотској и дипломира 2015. године. Након тога похађа школу глуме Ист 15 (енг. East 15 Acting School) и 2017. стиче диплому мастер глумице на Универзитету у Есексу, потом се сели у Лондон.
Торнова 30. јануара 2021. објављује видео под називом Идентитет: прича о аутовању трансродне особе (енг. Identity: A Trans Coming Out Story) у коме је јавности саопштила да је променила пол.

## Каријера

### Јутјуб
У мају 2013. Торнова отвара канал Philosophy Tube на интернет платформи Јутјуб. Идеја за отварање канала проистекла је из тога што је Торнова желела да пружи бесплатне часове филозофије након што су у Великој Британији 2012. повећане школарине на универзитетима. На почетку су њени видеи били конципирани тако да је у њима износила идеје еминентних филозофа попут Имануел Канта и Карл Маркса, а које се могу пронаћи у већини филозофских уџбеника. Како њен канал добија на популарности, садржај који креира престаје да буде фокусиран само на значајне филозофе и њихове идеје, већ све више почиње да буде оријентисан и на критику злоупотребе филозофије и одређених идеологија и становишта, посебно у јавном дискурсу, а нарочито критикује идеологије и становишта које воде до различитих форми дискриминација и неједнакости у друштву. Торнова је део Јутјуб заједнице познате као BreadTube, чији су чланови, између осталих, још и Натали Вин, (ContraPoints) i Харис Бревис (Hbomberguy). Ова заједница окупља креаторе садржаја на интернет платформама, углавном Јутјубу, који коментаришу различите политичке и социјалне теме из левичарске перспективе.
Од 2018 године Торнова мења дотадашњи концепт својих видеа, почиње да снима у студију, а у видеима користи сценографију, костиме, шминку и различите реквизите како би додатно илустровала и скренула пажњу на садржај о којем говори.
Торнова на свом каналу тренутно има милион пратилаца и 74 милиона прегледа.

### Глумачка каријера
У 2021. Абигејл Торн се појавила у две епизоде друге сезоне британске серије Ладхуд (енгл. Ladhood) и игра лик Ионе. Торнова такође игра лик Џес у серији Ђанго (енгл. Django), римејку истоименог вестерна из 1966, а која почиње да се емитује у мају 2022. гoдине.

## Хуманитарни рад
У 2019. Торнова је организовала директан пренос на стриминг платформи Твич у коме је читала сабрана Шекспирова дела како би прикупила новац за хуманитарну организацију Самарићани (енгл. Samaritans) која помаже људима који се носе са проблемима са менталним здрављем. Директан пренос је трајао од 23. до 27. августа и текао је у континуитету са само неколико сати паузе у току дана како би могла да одспава. Торнова је преко друштвених мрежа позвала све који су заинтересовани да се придруже и узму учешће у директном преносу, а једна од гостију била је и глумица Мара Вилсон, позната по улози Матилде у истоименом филму из 1996. године. На овај начин Торнова је успела да прикупи преко 100 хиљада фунти за хуманитарну организацију.